# Nikolas Vogel
Nikolas Vogel (Vienna, 9 marzo 1967 – Lubiana, 28 giugno 1991) è stato un attore e giornalista tedesco.
Appartenente a una famiglia di attori, divenne anch'egli attore ma lasciò la professione di attore per diventare operatore televisivo e fotoreporter e lavorò per un breve periodo come giornalista prima di essere ucciso nella Guerra dei dieci giorni mentre la Jugoslavia si stava dividendo dopo la morte di Tito. Vogel è stato ucciso da una bomba insieme al suo collega tedesco Norbert Werner.

## Biografia
Nikolas Vogel nacque il 9 marzo 1967 a Vienna, Austria in una famiglia di attori. Sua madre, Gertraud Jesserer, era una nota attrice teatrale, cinematografica e televisiva austriaca. È apparsa in spettacoli teatrali al Deutsches Schauspielhaus in Amburgo, al Burgtheater a Vienna, e al Kammerspiele di Monaco tra gli altri. Ha avuto un ruolo da protagonista ed è apparsa nel programma televisivo austriaco Familie Leitner.
Suo padre, Peter Vogel, era un attore tedesco, che aveva recitato nella miniserie televisiva statunitense Olocausto. Suo nonno era Rudolf Vogel, anch'egli famoso attore di teatro e cinema. Nikolas aveva un fratello minore, Michael.

## Carriera cine-televisiva
Nikolas Vogel ha recitato in film e serie TV prima di diventare giornalista. Recitando in ruoli da adolescente, Vogel ha avuto un ruolo da protagonista in Die Erben (1983). Il suo personaggio, Thomas Feigl, è un giovane che si unisce a un gruppo neonazista.

### Filmografia
- Was kostet der Sieg?, regia di Walter Bannert (1981)
- Die Erben, regia di Walter Bannert (1983)
- Herzklopfen, regia di Walter Bannert (1985)
- Bibos Männer, regia di Klaus Lemke (1986)
- L'acqua della vita (O zivej vode), regia di Ivan Balada – film TV (1988)
- Eurocops – serie TV, 1 episodio (1989)
- Requiem per Dominic (Requiem für Dominik), regia di Robert Dornhelm (1990)

## Carriera nel giornalismo

### Morte
Nikolas Vogel lavorava come fotoreporter freelance quando è stato ucciso insieme al collega Norbert Werner il 28 giugno 1991 all'aeroporto di Lubiana, in Slovenia. Sono stati entrambi uccisi da una bomba che ha colpito la loro auto durante un attacco dell'esercito federale jugoslavo all'aeroporto durante la guerra dei dieci giorni dopo che la Slovenia ha dichiarato la sua indipendenza.

## Memoriale
La Slovenia ha celebrato il suo ingresso nel trattato di Schengen con altri paesi europei nel sito in cui vennero uccisi Vogel e Werner. I due giornalisti sono stati commemorati durante questa celebrazione.